# 勞拉·格蘭維爾
勞拉·格蘭維爾（英語：Laura Granville，1981年5月12日—）是一位美國女子職業網球運動員。
格蘭維爾取得了職業生涯最高單打排名為第28於2003年，已贏得2個WTA巡迴賽雙打冠軍。
格蘭維爾曾在史丹福大學，取得69場連勝。

## 外部連結
- 勞拉·格蘭維爾的国际女子网球协会官方資料（英文）
- 勞拉·格蘭維爾的國際網球總會 職業／青少年 官方資料（英文）
- Fed Cup - Player profile - Laura GRANVILLE (USA)[]